# هاروهیکو کون
هاروهیکو کون (انگلیسی: Haruhiko Kon؛ زادهٔ ۱۷ اوت ۱۹۱۰ - درگذشته نامشخص) بازیکن هاکی روی چمن اهل ژاپن بود.